# Olympische Sommerspiele 1960/Gewichtheben
Bei den XVII. Olympischen Spielen 1960 in Rom fanden sieben Wettbewerbe im Gewichtheben statt. Austragungsort war der Palazzetto dello Sport mit einem Fassungsvermögen von 5000 Zuschauern.

## Bilanz

### Medaillenspiegel
| Platz | Land               | Gold | Silber | Bronze | Gesamt |
| ----- | ------------------ | ---- | ------ | ------ | ------ |
| 1     | Sowjetunion        | 5    | 1      | –      | 6      |
| 2     | Vereinigte Staaten | 1    | 4      | 1      | 6      |
| 3     | Polen              | 1    | –      | 1      | 2      |
| 4     | Japan              | –    | 1      | –      | 1      |
| 4     | Singapur           | –    | 1      | –      | 1      |
| 6     | Großbritannien     | –    | –      | 1      | 1      |
| 6     | Irak               | –    | –      | 1      | 1      |
| 6     | Iran               | –    | –      | 1      | 1      |
| 6     | Italien            | –    | –      | 1      | 1      |
| 6     | Ungarn             | –    | –      | 1      | 1      |

### Medaillengewinner
| Konkurrenz          | Gold              | Silber           | Bronze               |
| ------------------- | ----------------- | ---------------- | -------------------- |
| Bantamgewicht       | Charles Vinci     | Yoshinobu Miyake | Esmail Khah          |
| Federgewicht        | Jewgeni Minajew   | Isaac Berger     | Sebastiano Mannironi |
| Leichtgewicht       | Wiktor Buschujew  | Tan Howe Liang   | Abdu l-Wahid Aziz    |
| Mittelgewicht       | Alexander Kurynow | Thomas Kono      | Győző Veres          |
| Leichtschwergewicht | Ireneusz Paliński | James George     | Jan Bochenek         |
| Mittelschwergewicht | Arkadi Worobjow   | Trofim Lomakin   | Louis Martin         |
| Schwergewicht       | Juri Wlassow      | James Bradford   | Norbert Schemansky   |

## Ergebnisse

### Bantamgewicht (bis 56 kg)
| Platz | Land | Sportler            | Gewicht (kg) |
| ----- | ---- | ------------------- | ------------ |
| 1     | USA  | Charles Vinci       | 345,0 (WR)   |
| 2     | JPN  | Yoshinobu Miyake    | 337,5        |
| 3     | IRN  | Esmail Khah         | 330,0        |
| 4     | JPN  | Shigeo Kogure       | 322,5        |
| 5     | POL  | Marian Jankowski    | 322,5        |
| 6     | HUN  | Imre Földi          | 320,0        |
| 7     | KOR  | Yu In-ho            | 315,0        |
| 8     | IRQ  | Ali Hassain Hussain | 312,5        |
| 9     | ITA  | Renzo Grandi        | 307,5        |
| 10    | WIF  | Grantley Sobers     | 307,5        |
|       |      |                     |              |
| 10    | EUA  | Hans Reck           | DNF          |

Datum: 7. September 1960, 09:00 Uhr 

22 Teilnehmer aus 18 Ländern
Vinci verteidigte seinen Titel und egalisierte den Weltrekord von Wladimir Stogow.

### Federgewicht (bis 60 kg)
| Platz | Land | Sportler              | Gewicht (kg) |
| ----- | ---- | --------------------- | ------------ |
| 1     | URS  | Jewgeni Minajew       | 372,5 (WR)   |
| 2     | USA  | Isaac Berger          | 362,5        |
| 3     | ITA  | Sebastiano Mannironi  | 352,5        |
| 4     | KOR  | Kim Hae-nam           | 345,0        |
| 5     | JPN  | Yukio Furuyama        | 345,0        |
| 6     | VAR  | Hosni Mohamed Abbas   | 337,5        |
| 7     | BIR  | Tun Maung Kywe        | 327,5        |
| 8     | PHI  | Alberto Nogar         | 325,0        |
| 9     | BUL  | Kirill Georgijew      | 325,0        |
| 10    | VAR  | Moustafa El-Shalakani | 320,0        |
|       |      |                       |              |
| 13    | EUA  | Georg Miske           | 310,0        |
| 16    | AUT  | Hermann Dodojacek     | 295,0        |
| 20    | AUT  | Walter Legel          | 282,5        |

Datum: 7. September 1960, 17:00 Uhr 

28 Teilnehmer aus 25 Ländern
Minajew egalisierte den Weltrekord des Titelverteidigers Isaac Berger.

### Leichtgewicht (bis 67,5 kg)
| Platz | Land | Sportler             | Gewicht (kg) |
| ----- | ---- | -------------------- | ------------ |
| 1     | URS  | Wiktor Buschujew     | 397,5 (WR)   |
| 2     | SIN  | Tan Howe Liang       | 380,0        |
| 3     | IRQ  | Abdu l-Wahid Aziz    | 380,0        |
| 4     | POL  | Marian Zieliński     | 375,0        |
| 5     | POL  | Waldemar Baszanowski | 370,0        |
| 6     | HUN  | Mihály Huszka        | 365,0        |
| 7     | EUA  | Werner Dittrich      | 362,5        |
| 7     | TCH  | Zdeněk Otáhal        | 362,5        |
| 9     | COL  | Ney López            | 357,5        |
| 10    | KOR  | Jin O-hyeon          | 355,0        |
|       |      |                      |              |
| 16    | AUT  | Josef Tauchner       | 340,0        |
| 21    | SUI  | Hans Kohler          | 322,5        |

Datum: 8. September 1960, 09:00 Uhr 

33 Teilnehmer aus 29 Ländern
Buschujew übertraf seinen eigenen Weltrekord um 7,5 kg. In diesem Wettbewerb gewann der Irak die bisher einzige Medaille bei Olympischen Spielen. 

### Mittelgewicht (bis 75 kg)
| Platz | Land | Sportler               | Gewicht (kg) |
| ----- | ---- | ---------------------- | ------------ |
| 1     | URS  | Alexander Kurynow      | 473,5 (WR)   |
| 2     | USA  | Thomas Kono            | 427,5        |
| 3     | HUN  | Győző Veres            | 405,0        |
| 4     | FRA  | Marcel Paterni         | 400,0        |
| 5     | POL  | Krzysztof Beck         | 400,0        |
| 6     | IRN  | Mohamed Tehraniami     | 392,5        |
| 7     | KOR  | Go Yeong-chang         | 385,0        |
| 8     | EUA  | Roland Lortz           | 382,5        |
| 9     | VAR  | Mohamed Amer El-Hanafi | 382,5        |
| 10    | KOR  | Lee Jong-seop          | 380,0        |
|       |      |                        |              |
| 18    | SUI  | Georges Freiburghaus   | 332,5        |

Datum: 8. September 1960, 17:00 Uhr 

27 Teilnehmer aus 20 Ländern
Kurynow übertraf Konos Weltrekord um 7,5 kg.

### Halbschwergewicht (bis 82,5 kg)
| Platz | Land | Sportler          | Gewicht (kg) |
| ----- | ---- | ----------------- | ------------ |
| 1     | POL  | Ireneusz Paliński | 442,5        |
| 2     | USA  | James George      | 430,0        |
| 3     | POL  | Jan Bochenek      | 420,0        |
| 4     | HUN  | Géza Tóth         | 417,5        |
| 5     | FIN  | Jouni Kailajärvi  | 417,5        |
| 6     | BUL  | Petar Tatschew    | 415,0        |
| 7     | JPN  | Minoru Kubota     | 400,0        |
| 8     | BEL  | Willy Claes       | 392,5        |
| 9     | IRQ  | Shakir Salman     | 390,0        |
| 10    | IRN  | Amiri Mangashti   | 390,0        |
| 11    | EUA  | Rolf Sennewald    | 390,0        |
|       |      |                   |              |
| 19    | SUI  | Roland Fidel      | 365,0        |

Datum: 9. September 1960, 09:00 Uhr 

24 Teilnehmer aus 22 Ländern
Paliński gewann die erste Goldmedaille im Gewichtheben seit 1948, die weder in die USA noch in die Sowjetunion ging.

### Mittelschwergewicht (bis 90 kg)
| Platz | Land | Sportler         | Gewicht (kg)  |
| ----- | ---- | ---------------- | ------------- |
| 1     | URS  | Arkadi Worobjow  | 472,5 kg (WR) |
| 2     | URS  | Trofim Lomakin   | 457,5         |
| 3     | GBR  | Louis Martin     | 445,0         |
| 4     | USA  | John Pulskamp    | 432,5         |
| 5     | FRA  | François Vincent | 422,5         |
| 6     | BUL  | Wladimir Sawow   | 412,5         |
| 7     | POL  | Czesław Białas   | 410,0         |
| 8     | ITA  | Leonardo Masu    | 407,5         |
| 9     | TCH  | Zdeněk Srstka    | 405,0         |
| 10    | KOR  | Hwang Ho-dong    | 400,0         |
|       |      |                  |               |
| 12    | EUA  | Wolfgang Müller  | 365,0         |
| 17    | AUT  | Kurt Herbst      | 377,5         |

Datum: 9. September 1960, 17:00 Uhr 

20 Teilnehmer aus 17 Ländern
Worobjow verteidigte seinen Titel erfolgreich und verbesserte seinen eigenen Weltrekord um 2,5 kg.

### Schwergewicht (über 90 kg)
| Platz | Land | Sportler                | Gewicht (kg)  |
| ----- | ---- | ----------------------- | ------------- |
| 1     | URS  | Juri Wlassow            | 537,5 kg (WR) |
| 2     | USA  | James Bradford          | 512,5         |
| 3     | USA  | Norbert Schemansky      | 500,0         |
| 4     | VAR  | Mohamed Mahmoud Ibrahim | 455,0         |
| 5     | FIN  | Eino Mäkinen            | 455,0         |
| 6     | CAN  | David Baillie           | 450,0         |
| 7     | ITA  | Alberto Pigaiani        | 450,0         |
| 8     | TCH  | Václav Syrový           | 445,0         |
| 9     | AUS  | Arthur Shannos          | 435,0         |
| 10    | IRQ  | Hadi Abdul Jabbar       | 432,5         |
|       |      |                         |               |
| 12    | EUA  | Werner Arnold           | 425,0         |

Datum: 10. September 1960, 20:00 Uhr 

18 Teilnehmer aus 16 Ländern
Wlassow übertraf den Weltrekord des US-Hebers Paul Anderson um 25 kg.